# Blue-Lias-Formation
Die Blue-Lias-Formation ist eine sedimentäre Formation, die im Süden, Westen und Osten Englands sowie im südlichen Wales, in Nordirland und im Westen Schottlands auftritt. Sie wurde im Zeitraum Oberste Trias bis Unterer Jura abgelagert.

## Etymologie

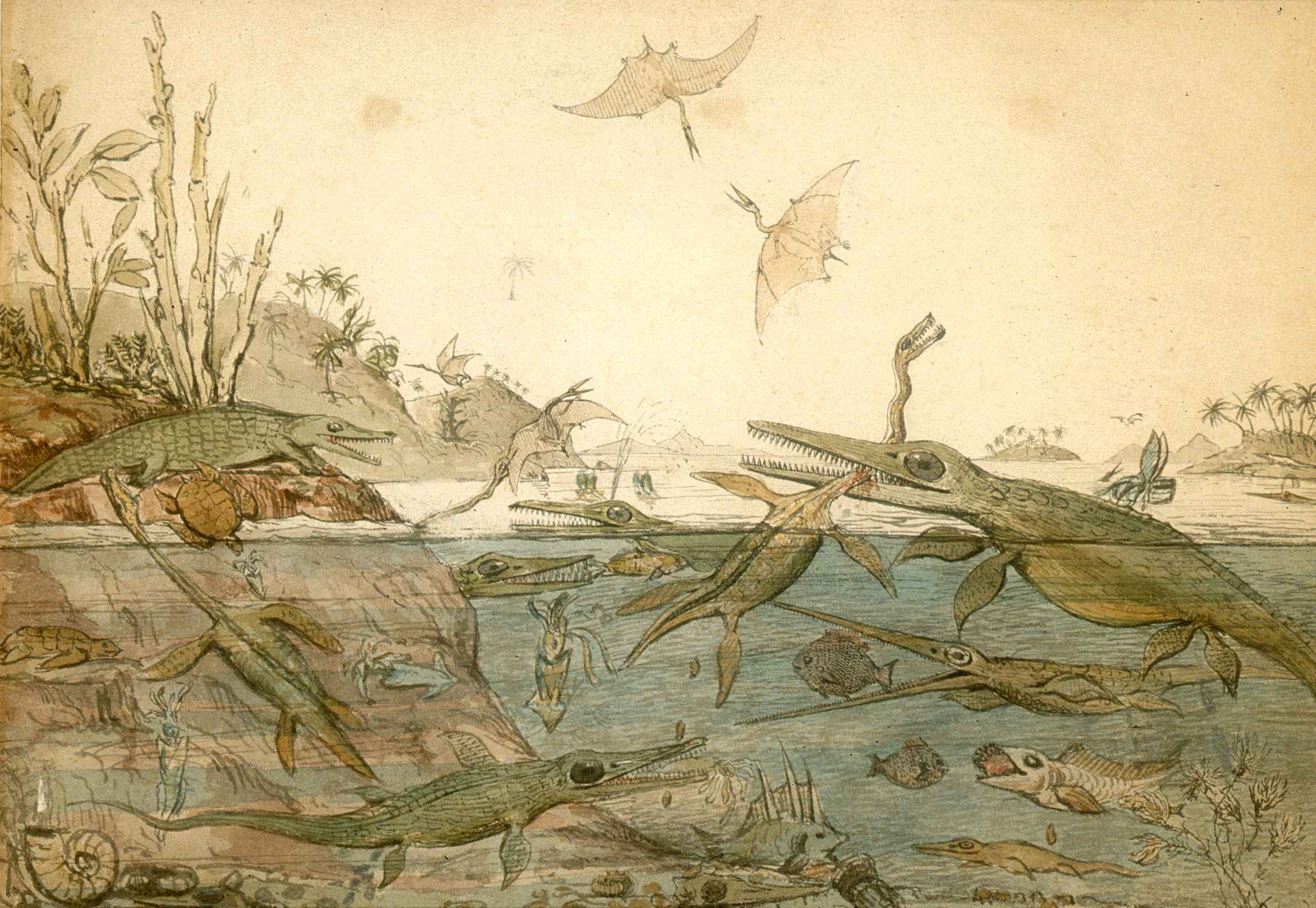
Aquarell des Lias-Meeres von Henry Thomas de la Bèche (1830)

Die Bezeichnung Blue Lias leitet sich ab vom engl. blue (blau) in Anspielung auf die blaugraue Farbtönung des Gesteins – im Unterschied zum unterlagernden White Lias, der weiß ist. Lias ist ein alter Dialektausdruck der Steinbruchsarbeiter für layers (Lagen) und bezieht sich auf den charakteristischen Lagenbau.

## Geschichte
Bereits im Jahr 1811 hatten Mary & Joseph Anning in der Blue-Lias-Formation bei Lyme Regis den ersten Ichthyosaurus entdeckt. Eine erste detaillierte Beschreibung der Formation erfolgte 1826 durch Henry Thomas de la Bèche. Thomas Wright erstellte 1886 eine Stratigraphie der Formation, in die er seine bahnbrechenden Arbeiten über die Lias-Ammoniten einfließen ließ. Ein Standardwerk ist das Geological Survey Memoir aus dem Jahr 1911 von H.B. Woodward und W.A.E. Usher. 1923 begann W. D. Lang sein mikrostratigraphisches Monumentalwerk, in der er die gesamte Formation Zentimeter für Zentimeter beschrieb.

## Geographie

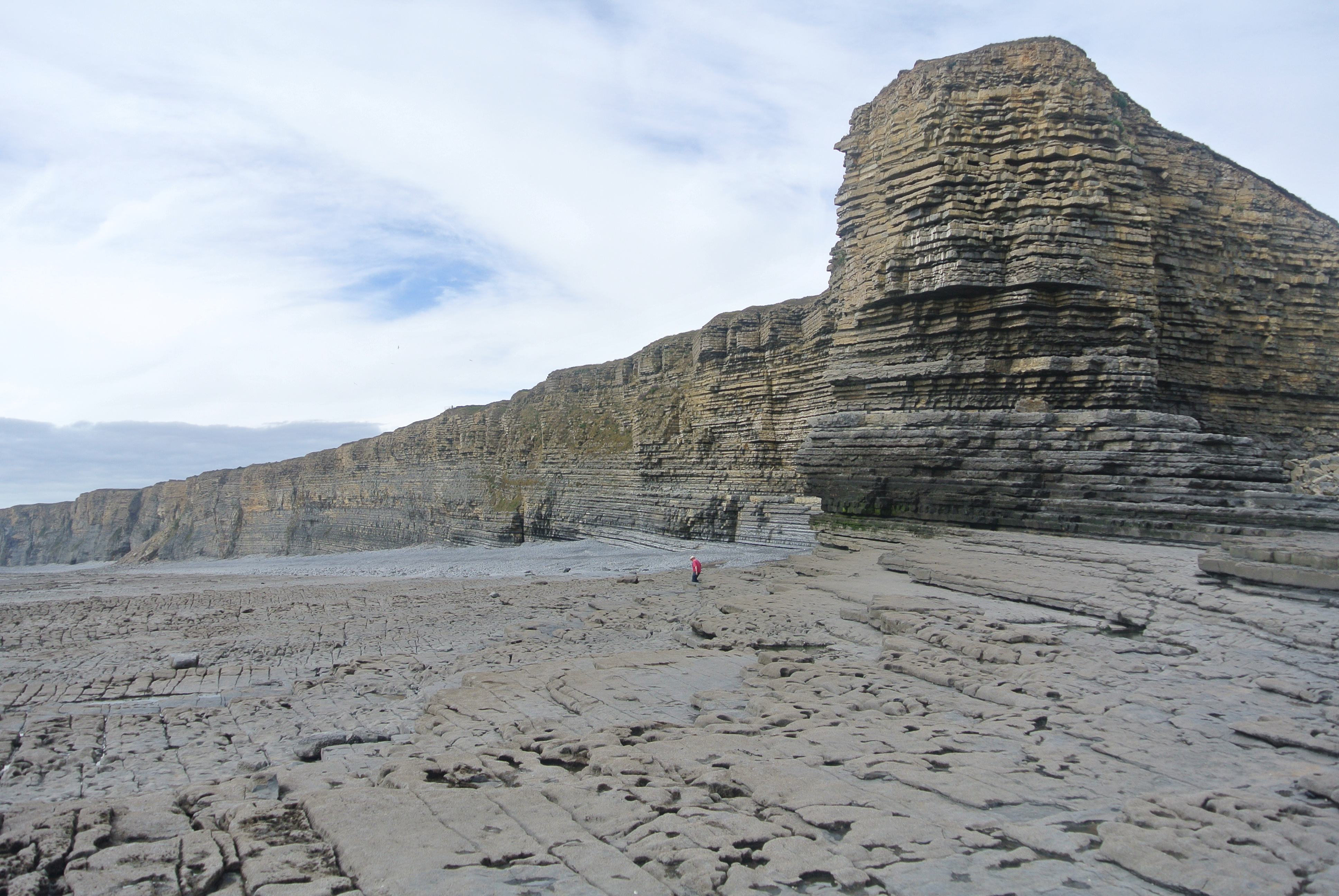
Nash Point, Glamorgan, Wales.

Die Blue-Lias-Formation, oft auch nur als Blue Lias bezeichnet, tritt in Großbritannien in folgenden Sedimentbecken auf:
- im Wessex-Becken an der Südküste Englands. Schöne Aufschlüsse befinden sich an der Juraküste Dorsets, insbesondere an der Steilküste von Charmouth und Lyme Regis. Anstehend ist die Blue-Lias-Formation auch im Norden des Wessex-Beckens in Somerset, insbesondere um Glastonbury und in den Polden Hills.
- im Bristol-Channel-Becken im Südwesten Englands. Aufgeschlossen ist die Formation an der Küste von Südwales und im Vale of Glamorgan. Die Typlokalität der Blue-Lias-Formation befindet sich bei Saltford in der Nähe von Bath.
- im Cardigan-Becken an der Westküste von Wales.
- im Celtic-Sea-Becken im Südwesten Großbritanniens.
- im Cleveland-Becken im Nordwesten Englands. In den östlichen Midlands bildet die Blue-Lias-Formation eine weite Ebene.
- im Hebrides-Becken an der Nordküste Irlands (Antrim) und an der Nordwestküste Schottlands (Skye).

## Stratigraphie

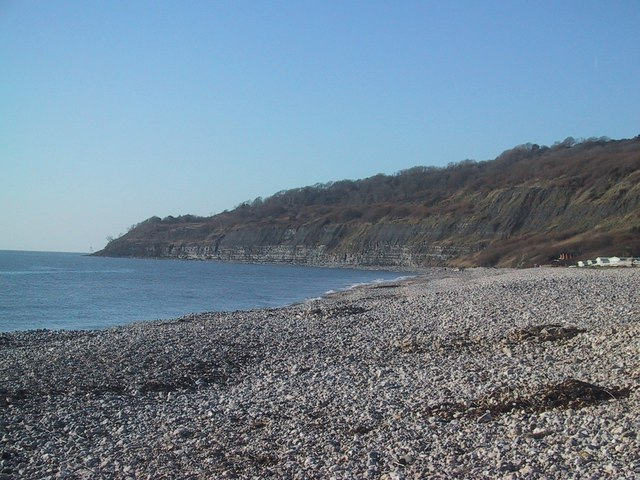
Die Blue-Lias-Formation westlich von Lyme Regis

Die generell flach liegende Blue-Lias-Formation, unterste Formation der Lias-Gruppe, überlagert nach einer Schichtlücke konkordant das Langport-Member der Lilstock-Formation der Penarth-Gruppe. Sie kann stellenweise auch bis ins tieferliegende Cotham-Member heruntergreifen. Die Blue-Lias-Formation wird ihrerseits konkordant von der Charmouth-Mudstone-Formation überlagert. Drei Member können innerhalb der Formation ausgeschieden werden (von jung nach alt):
- Rugby-Limestone-Member
- Saltford-Shale-Member
- Wilmcote-Limestone-Member

Lithologisch besteht die um die 30 bis 40 Meter mächtig werdende Blue-Lias-Formation aus einer rhythmischen Wechselfolge von Kalken, Mergeln, selteneren Siltsteinen und dunklen Tonsteinen im Dezimeterbereich. Die teils laminierten, knolligen oder massiven und aushaltenden Kalklagen können eine Mächtigkeit von 10 bis 30 Zentimeter erreichen. Eine Beziehung dieser Wechselfolgen zu Milanković-Zyklen wird vermutet. Es ist aber nicht klar, welcher dieser Zyklen letztendlich für die Blue-Lias-Formation ausschlaggebend ist (Präzession mit 26000 oder Neigung der Erdachse mit 41000 Jahren).
Ein idealisierter, zwischen 20 und 100 Zentimeter mächtig werdender Wechselzyklus ist folgendermaßen aufgebaut (vom Hangendem zum Liegenden):
- Abschließende Kalklage
- Mergellage
- Bitumenhaltige Tonsteinlage
- Basale Mergellage

Die basale Mergellage transgrediert über die an ihrer Oberfläche von Wurmbauten und anderen Sedimentbewohnern durchbohrte und durchwühlte Kalklage des vorangegangenen Zyklus. Sie kann Bivalven und Ammoniten enthalten. Darüber legt sich konkordant die bitumenhaltige, feingeschichtete Tonsteinlage, die an die 10 % organischer Substanz und 5 % Kalziumkarbonat enthalten kann. Ihre Basis ist flach, ihre Oberfläche jedoch unregelmäßig, da von Bauten durchzogen. Diese sehr wahrscheinlich im tieferen Wasser abgesetzte Lage führt Pyrit und ist generell sehr arm an Fossilien, kann aber vereinzelt Ammoniten, Fischschuppen und kleine Bivalven vorweisen. Es wird angenommen, dass auf dem Meeresboden anaerobe Bedingungen herrschten und dass der organische Gehalt auf explosionsartig sich vermehrende Dinoflagellaten im photischen Bereich zurückzuführen ist. Die anschließende Mergellage aus 65 % Ton und 35 % Kalzit ist an ihrer Obergrenze ebenfalls stark mit Wurmbauten durchsetzt. Im Innern der Schicht finden sich Schalenpaare von Bivalven und manchmal sogar mit Austern besetzte Baumstammreste. Bei der abschließenden Kalklage handelt es sich um einen Kalzilutit, der zu 80 % aus CaCO3 und 20 % Ton besteht. Sie ist recht fossilreich (Bivalven, Gastropoden, Brachiopoden, Echinodermen und unzerdrückte Ammoniten) und ihre Oberseite reich an Wurmbauten der Taxa Chondrites, Diplocraterion und Thalassinoides. Die Kalklage wurde wahrscheinlich unter regressiven Bedingungen abgesetzt.
Die Blue-Lias-Formation wird aus über 50 dieser Wechselfolgen aufgebaut. Nach der lagunären Penarth-Gruppe des Rhäts ist sie im Mesozoikum die erste eindeutig marine Formation in Großbritannien. Die Wassertiefe und damit auch der marine Charakter der Formation nehmen zum Hangenden hin zu und die marine Fauna diversifiziert sich.

## Fossilinhalt

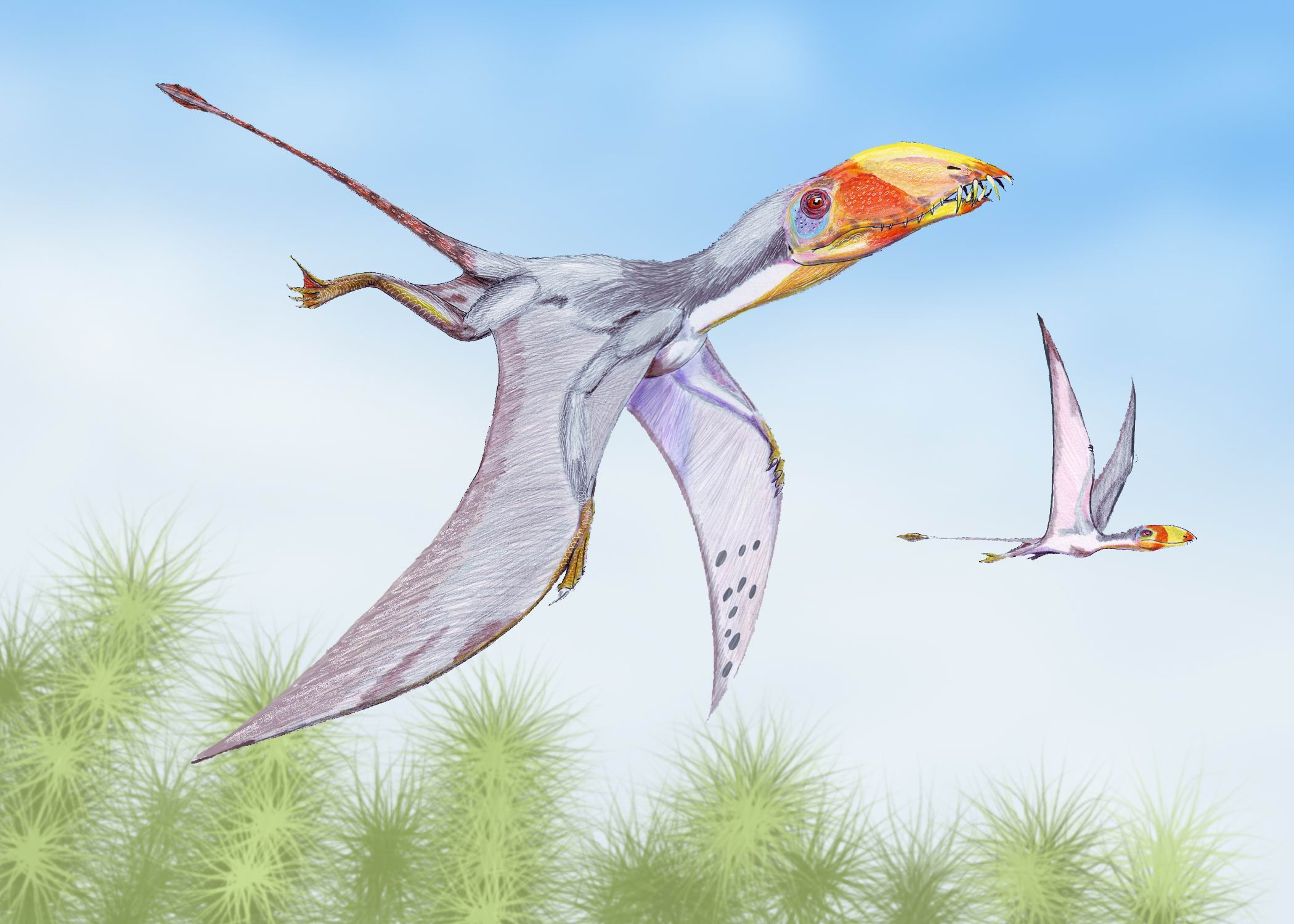
Der Flugsaurier Dimorphodon

Die Blue-Lias-Formation erstreckt sich über fünf Ammonitenzonen (von jung nach alt):
- Arnioceras semicostatum
- Arietites bucklandi – Sinemurium
- Schlotheimia angulata – Hettangium
- Alsatites liasicus
- Psiloceras planorbis

Darunter liegt noch die Präplanorbienzone, die den Beginn des Hettangiums darstellt.
Neben den Zonenammoniten finden sich noch andere Taxa wie z. B. Agassiceras, Arnioceras obliquicostatum, Arnioceras pseudokriodon, Caloceras intermedium, Charmasseiceras, Euagassiceras, Paracoroniceras lyra, Psiloceras plicatulum, ferner Nautiloidea wie Cenoceras striatum und Nautilus sowie Belemniten.
An Invertebraten enthält die Blue-Lias-Formation Bivalven (Gryphaea, Inoceramus, Liogryphaea, Liostrea, Ostrea, Oxytoma inequivalvis, Pecten, Plagiostoma, Uniocardium und Volsella minima), Brachiopoden (Calcirhynchia und Spiriferina), Crinoiden (Pentacrinites) und Echinodermenstacheln.
Auch zahlreiche Vertebratenfunde wurden in der Blue-Lias-Formation gemacht:
- Fische, vorwiegend Teleostomi (Actinopterygii). Die meisten Fischfunde stammen aus dem Fish Bed und den Fish Bed Shales im obersten Abschnitt der Blue-Lias-Formation, darunter die Taxa:
  - Belonorhynchus
  - Caturus
  - Chondrosteus
  - Dapedium
  - Eugnathus
  - Heterolepidotus
  - Osteorachis
  - Pholidophorus
  - Ptycholepis

Erwähnenswert der haiähnliche Knorpelfisch Hybodus.
- Dinosaurier, darunter die
  - Ceratosauria (unbestimmte Reste aus Warwickshire), darunter
    - Sarcosaurus woodi (aus Leicestershire) und Sarcosaurus andrewsi (Schienbein aus Warwickshire)
    - Scelidosaurus harrisonii (zwei recht vollständige Funde aus Dorset)

  - Theropoda (nicht näher bestimmbare Reste aus Antrim und Dorset, darunter Megalosaurus lydekkeri)
  - Thyreophora (unbestimmte Reste aus dem County Antrim)
- Ichthyosauria mit den Taxa
  - Eurypterygius communis, Eurypterygius intermedius und Ichthyosaurus platyodon
- Plesiosauria mit
  - Rhomaleosaurus cromptoni
- Pterosauria
  - Dimorphodon macronyx (von Lyme Regis)

Die Blue-Lias-Formation führt neben den bereits angesprochenen Baumstämmen auch Pflanzenreste, darunter die Cycadales Cycadeoidea gracilis, Cycadeoidea pygmaea, Cycadites, Otozamites und Pagiophyllum sowie die Farne Ctenopteris und Thinfeldia. Die lignithaltigen Baumstämme weisen auf die Gegenwart anderer Koniferen wie beispielsweise Araukarien oder Zypressen hin.

## Alter
Absolute Altersdatierungen für die Blue-Lias-Formation sind nicht bekannt. Biostratigraphisch beginnt das Hettangium etwa 4 Meter oberhalb der basalen, braunen, lignithaltigen Tonsteinlage (Schicht H1). Die Formation setzt also noch im obersten Rhätium ein. Die oberste Schicht (Schicht 53) beendet die Arnioceras semicostatum- Ammonitenzone des Sinemuriums. Die Blue-Lias-Formation überspannt somit in etwa den Zeitraum 200 bis 194 Millionen Jahre BP.